# James Joseph Sylvester
James Joseph Sylvester   (Londres, 3 de setembre de 1814 - Londres, 15 de març de 1897) fou un matemàtic anglès. Professor a les universitats de Londres, Baltimore i Oxford, va fer importants contribucions al camp de les matrius (utilitzant el terme «matriu» per primer cop), teoria de les invariants algebraiques (en col·laboració amb Arthur Cayley), determinants, teoria de nombres, particions i combinatòria. Utilitzant els determinants, va descobrir el mètode dialític per a eliminar una incògnita entre dues equacions polinomials i va crear un important vocabulari matemàtic. A més, va ser fundador del American Journal of Mathematics.

## Biografia
Sylvester va néixer a una família jueva, la qual cosa li portaria dificultats al llarg de la seva vida: ell mateix va qualificar l'ensenyament superior a Anglaterra com el monopoli d'un partit i el privilegi d'una secta. El seu pare es deia Abraham Joseph, i va ser el propi James Joseph Sylvester qui va afegir aquest darrer cognom al seu, algun temps abans de començar els seus estudis universitaris.
Sylvester va assistir a dues escoles a Londres. A la primera, a Highgate, va anar-hi fins al 1827; després va estar divuit mesos més estudiant a una escola a Islington. El 1828, amb catorze anys, va entrar al University College de Londres (la única universitat no sectària d'Anglaterra), i va començar els seus estudis. Va rebre classes de De Morgan, un reconegut matemàtic. Només cinc mesos després, Sylvester es va veure obligat a deixar la universitat per unes denúncies d'amenaces a un company en contra seva. La seva família el va enviar llavors a continuar els seus estudis al Royal Institution de Liverpool, ciutat en la que tenien familiars.

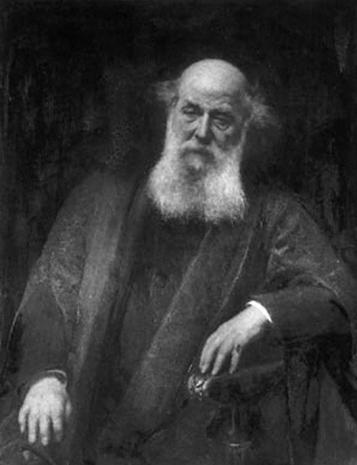
Retrat de Sylvester pintat per Alfred Edward Emslie el 1889.

El 1831, Sylvester es va matricular al St John's College de la universitat de Cambridge, on els seus estudis van patir una interrupció (1833-1835) degut a una malaltia, però es va graduar el 1837 com segon wrangler. Tot i això no podia optar a cap plaça docent de la universitat perquè, com jueu practicant, no podia assentir als trenta-nou articles de l'Església d'Anglaterra.
El 1838, Sylvester va començar a impartir classes de física al University College de Londres, un dels pocs llocs on l'acceptaven per la seva religió. Durant aquest temps, es va dedicar també a la investigació, i va publicar articles de dinàmica de fluids i equacions algebraiques. Malgrat tot, Sylvester sempre es va sentir més atret per les matemàtiques que no pas per la física.
Així doncs, amb 27 anys, es va presentar per un lloc de treball com a professor de matemàtiques a la Universitat de Virgínia, a Charlottesville (EUA). Augustus De Morgan, John Herschel i Charles Babbage el van recolzar en la seva candidatura. Tot i això, Sylvester va renunciar al cap de pocs mesos, després d'un episodi de violència amb un alumne insubordinat. El matemàtic va fugir a Nova York, on vivia un dels seus germans. Un cop allà, va començar a buscar feina a les universitats de Columbia i Harvard, però al no aconseguir èxit, va tornar a Anglaterra el 1843.
En retornar, Sylvester va treballar com a actuari a Equality Law and Life Assurance Company, mentre també donava classes de matemàtiques als seus alumnes i era un dels fundadors el 1848 de l'Institute of Actuaries. Va decidir estudiar Dret i va ingressar a l'Inner Temple el 1846 i quatre anys més tard ja era litigador. Així va conèixer a Arthur Cayley qui, malgrat tenir un temperament molt diferent del seu, es va convertir en un gran amic.
Després de diversos esforços per tornar a treballar com a matemàtic professional, Sylvester es va convertir en professor de matemàtiques a la Reial Acadèmia Militar de Woolwich (Greenwich).

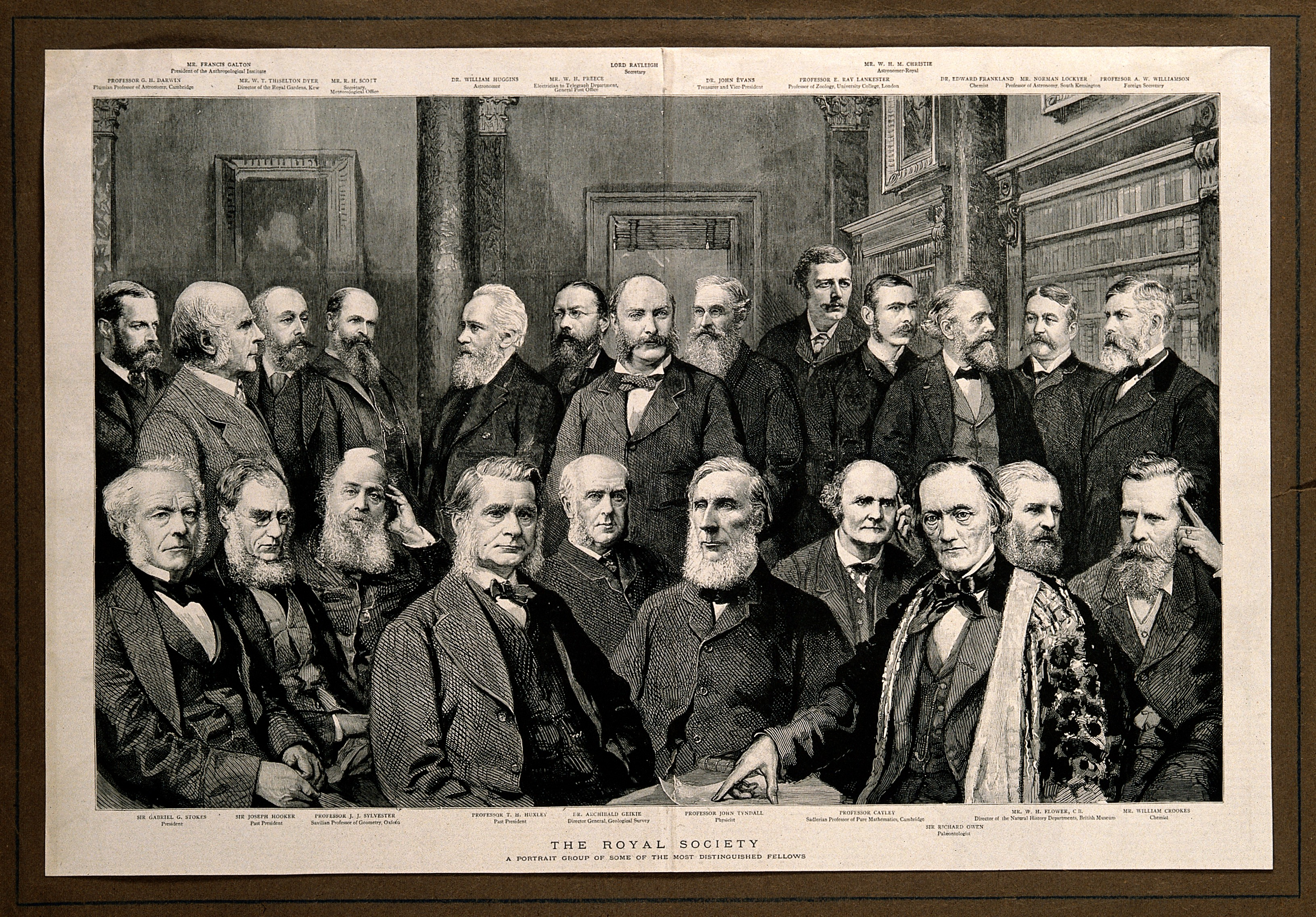
Gravat representant diferents membres de la Royal Society: Sylvester és el tercer per l'esquerra, assegut; Cayley és el quart per la dreta, també assegut.

Va ser el segon president de la London Mathematical Society, el 1866, després del seu col·lega De Morgan que fou el primer. A més, Sylvester va ser el primer guanyador de la medalla d'or en honor de De Morgan. Va ser a més escollit membre de l'Acadèmia de Ciències de París el 1863 i va ser membre de la Royal Society de Londres des del 1839. Sylvester es va veure obligat a retirar-se als 55 anys pel fet de treballar en una escola militar.
El 1877, Sylvester va acceptar una càtedra a la Universitat Johns Hopkins (Baltimore), i el 1878 va fundar la primera revista matemàtica dels Estats Units, l'American Journal of Mathematics. Aquests anys li van provocar un ressorgiment dels seus interessos matemàtics, ja que es trobava en un ambient òptim per a l'ensenyament i la investigació. De fet, fins i tot va implicar als seus alumnes en la teoria de les particions que estava investigant des de feia algun temps i va dirigir un bon nombre de tesis doctorals. Malgrat tot, Sylvester va abandonar la universitat el 1883 per tornar a la seva terra natal per motius personals.
Als 68 anys, malgrat ser ja molt gran, va ser designat catedràtic Savilià de geometria a la universitat d'Oxford, tot i que ja només li agradava parlar de les seves pròpies investigacions. Així, el 1892, amb 78 anys, parcialment cec i amb pèrdues de memòria, Sylvester va tornar a Londres, on va passar els seus últims anys a l'Athenaeum Club, del qual ja era membre.

## Aportació al món matemàtic
Sylvester va fer contribucions importants a la teoria de matrius, un tema en el que es va interessar durant les seves passejades amb Cayley. El 1851, va trobar el discriminant d'una equació cúbica i va encunyar per primera vegada el terme discriminant per referir-se a aquest nombre en equacions de segon grau i ordre superior. Va publicar treballs importants el 1852 i 1853: On the principle of calculus of forms (Principi del càlcul de formes) i On the theory of syzygetic relations and two racional integer functions (Teoria de les relacions syzygètiques i dues funcions racionals enteres). S'utilitza la teoria de matrius per a l'estudi de la geometria de grans dimensions. Sylvester també va contribuir a la creació de la teoria dels divisors elementals de les matrius lambda.
Quan Pafnuti Txebixov va visitar Londres, tots dos van discutir els vincles mecànics que es poden utilitzar per traçar rectes. Sylvester va fer una conferència al respecte a la Royal Institution, titulada Descobriments recents en la conversió mecànica del moviment. Alfred Kempe, en sentir la conferència, es va interessar pel tema i, amb Sylvester, van treballar junts i van fer grans descobriments.
Les seves nombroses publicacions van cobrir un camp molt extens, incloent-hi la teoria de matrius, els determinants, les particions, la combinatòria, la teoria de la probabilitat, la teoria de grafs i la física matemàtica.
El matemàtic britànic Henry Frederick Baker va editar les seves obres en quatre volums entre 1904 i 1912.